# Swissfoundations
SwissFoundations ist der Verband der Schweizer Förderstiftungen. Mitglieder des Verbands sind gemeinnützige Förderstiftungen, die ihren Sitz in der Schweiz oder Liechtenstein haben, über ein eigenes Vermögen verfügen und dieses oder Erträge daraus für gemeinnützige Zwecke einsetzen. Seit 2024 ist SwissFoundations im Handelsregister des Kantons Zürich als Verein eingetragen mit dem Zweck der Förderung und Bekanntmachung des Stiftungsgedankens, insbesondere der Möglichkeiten und Leistungen von Förderstiftungen.
Der nach eigenen Angaben politisch und wirtschaftlich unabhängige Verband wurde 2001 als Gemeinschaftsinitiative von elf Schweizer Förderstiftungen in Basel gegründet. Die derzeit 231 Mitglieder und assoziierten Partner von SwissFoundations investieren jährlich mehr als CHF 1 Mrd. in gemeinnützige Projekte und Initiativen (Stand 2024). Damit repräsentiert der Verband über einen Drittel der gesamten jährlichen Ausschüttungen gemeinnütziger Stiftungen in der Schweiz.
SwissFoundations ist ein Verein nach schweizerischem Recht und finanziert sich zu 100 % aus Beiträgen und Zuwendungen seiner Mitglieder.

## Ziele und Tätigkeiten
SwissFoundations gibt den gemeinnützigen Förderstiftungen der Schweiz eine starke und unabhängige Stimme und setzt sich für liberale politische Rahmenbedingungen und eine positive Wahrnehmung der Förderstiftungen in der Öffentlichkeit ein. Der Verband vernetzt Stiftungen untereinander sowie mit relevanten Stakeholdern aus Politik, Wissenschaft, Wirtschaft und Gesellschaft. Zudem unterstützt er die Stiftungen in ihrer täglichen Arbeit und fördert eine wirkungsorientierte, professionelle und transparente Fördertätigkeit.
SwissFoundations ist (Mit-)Herausgeberin von verschiedenen führenden Publikationen im Stiftungssektor – so etwa dem Schweizer Stiftungsreport und dem Swiss Foundation Code. Zudem organisiert der Verband jeweils im Herbst den grössten Anlass des Schweizer Stiftungssektors, das Schweizer Stiftungssymposium. Um die wissenschaftliche Auseinandersetzung mit Stiftungen in der Schweiz zu fördern, initiierte SwissFoundations 2008 das Center for Philanthropy Studies (CEPS) an der Universität Basel.

## Organisation
Geführt wird der Verband von einem 8-köpfigen Vorstand. Sitz ist das Haus der Stiftungen in Zürich, vertreten ist der Verband ferner in der Romandie im Maison des Fondations.